# トマス・ニコルソン (第4代ネイピア卿)
第4代ネイピア卿トマス・ニコルソン（英語: Thomas Nicolson, 4th Lord Napier、1669年1月14日 – 1686年6月9日）は、スコットランド貴族。

## 生涯
第3代準男爵トマス・ニコルソンとジーン・ネイピア（Jean Napier、1680年没、第2代ネイピア卿アーチボルド・ネイピアの娘）の息子として、1669年1月14日に生まれた。1670年1月20日に父から準男爵位を継承した。
1683年8月に母の兄弟アーチボルドが死去すると、ネイピア卿の爵位を継承した。
1686年6月9日に生涯未婚のまま死去、ネイピア卿は母の妹マーガレットが、準男爵は父方の祖父の弟ジョンの息子トマスが継承した。